# Czaptykow
Czaptykow (ros. Чаптыков) – wieś (aał) w Rosji, w Chakasji, w rejonie biejskim. W 2021 liczyła 249 mieszkańców.